# Sân bay Đại Thủy Bạc Uy Hải
Sân bay Đại Thủy Bạc Uy Hải (giản thể: 威海大水泊机场; phồn thể: 威海大水泊機場; bính âm: Wēihǎi Dàshuǐbó Jīchǎng) (IATA: WEH, ICAO: ZSWH) là một sân bay ở Uy Hải, Sơn Đông, Cộng hòa Nhân dân Trung Hoa. Sân bay nằm ở trấn Đại Thủy Bạc, thuộc thành phố Wendeng của Uy Hải.

## Hãng hàng không và tuyến bay
| Hãng hàng không         | Các điểm đến                     |
| ----------------------- | -------------------------------- |
| Air China               | Bắc Kinh-Thủ Đô                  |
| Asiana Airlines         | Busan, Seoul-Incheon             |
| China Eastern Airlines  | Seoul-Incheon, Shanghai-Hongqiao |
| China Southern Airlines | Quảng Châu, Harbin               |
| Grand China Express     | Đại Liên, Tế Nam, Linyi          |
| Korean Air              | Seoul-Incheon                    |
| Northeast Airlines      | Thẩm Dương                       |
| Okay Airways            | Tianjin                          |
| Shanghai Airlines       | Trường Xuân, Thượng Hải-Phố Đông |